# Draconyx
Draconyx é um gênero de dinossauro camptossauro do Jurássico Superior de Portugal descrita por Octávio Mateus e Miguel Telles Antunes. A espécie homenageia João de Loureiro, um padre jesuíta português, pioneiro da paleontologia portuguesa. É a única espécie descrita para o gênero é Draconyx loureiroi.